# 1990 en Nouvelle-Écosse
Chronologie de la Nouvelle-Écosse
- 1986
- 1987
- 1988
- 1989
- 1990
- 1991
- 1992
- 1993
- 1994

Cette page concerne des événements d'actualité qui se sont produits durant l'année 1990 dans la province canadienne de la Nouvelle-Écosse.

## Politique
- Premier ministre : John Buchanan puis Roger Bacon
- Chef de l'Opposition :
- Lieutenant-gouverneur : Lloyd Crouse
- Législature :

## Naissances
- 25 mai : Molly Kathleen Dunsworth est une actrice canadienne née à Halifax. Elle s'est fait connaître pour la première fois au cinéma avec le rôle d'Abby dans Hobo with a Shotgun aux côtés de Rutger Hauer.